# 塔巴廷加
塔巴廷加是巴西圣保罗州的一个市镇。总面积366.456平方公里，总人口13965人，人口密度38.1人/平方公里。